# 勒梅尼勒布鲁
勒梅尼勒布鲁（法語：Le Ménil-Broût，法語發音：[lə menil bʁu] ⓘ）是法国奥恩省的一个市镇，属于阿朗松区。

## 地理
勒梅尼勒布鲁（48°28'58"N, 0°13'50"E）面积3.44 平方千米，位于法国诺曼底大区奧恩省，该省份为法国西北部内陆省份，北起顺时针与卡爾瓦多斯省、厄尔省、厄尔-卢瓦省、萨尔特省、马耶讷省和芒什省接壤。
与勒梅尼勒布鲁接壤的市镇（或旧市镇、城区）包括：莱旺特德布尔斯、欧特里沃、讷伊莱比松、佩尔塞涅新城。

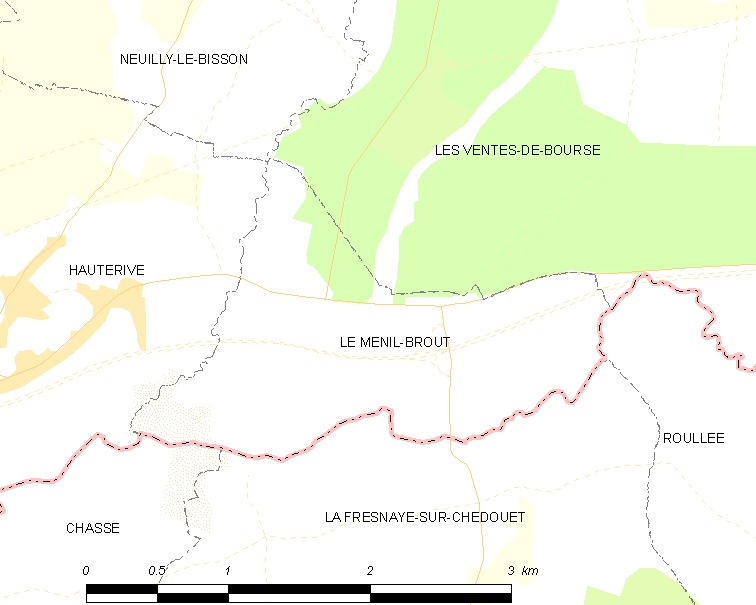
勒梅尼勒布鲁的OSM定位图

勒梅尼勒布鲁的时区为UTC+01:00、UTC+02:00（夏令时）。

## 行政
勒梅尼勒布鲁的邮政编码为61250，INSEE市镇编码为61261。

## 政治
勒梅尼勒布鲁所属的省级选区为埃库沃县。

## 人口

1962-2008年间勒梅尼勒布鲁人口变化图示

勒梅尼勒布鲁于2022年1月1日时的人口数量为176人。